# Enrique Haroldo Gorriarán Merlo
Enrique Gorriarán Merlo (San Nicolás de los Arroyos, 18 d'octubre de 1941 - Buenos Aires, 22 de setembre de 2006) va ser un líder guerriller argentí. Cap de l'ERP, una de les guerrilles més significatives de l'Argentina a la dècada de 1970, integrant del comando sandinista que va executar Anastasio Somoza i posteriorment cap del Movimiento Todos por la Patria, responsable de l'atac a la caserna de La Tablada el 1989.
Gorriarán Merlo va ingressar en la dècada de 1960 a l'agrupació trotskista Palabra Obrera, compartint militància amb Mario Roberto Santucho. La dècada següent, es creava el Partido Revolucionario de los Trabajadores, del qual l'ERP va ser la seva facció armada. Santucho va ser triat com responsable polític i Gorriarán Merlo com a cap militar. Posteriorment, amb la mort de Santucho, Gorriarán Merlo va ocupar la direcció de l'ERP.
A la dècada de 1980 va participar en el comando que va assassinar en Paraguai el dictador nicaragüenc Anastacio Somoza.
L'atac a la caserna de La Tablada, amb les seves conseqüències desastroses (van morir pràcticament tots els guerrillers, i l'opinió pública va ser molt crítica de l'acció) el va obligar a refugiar-se a Mèxic, però el 1995 va ser capturat. A l'Argentina, extradit va rebre una condemna a reclusió perpètua (no va ser la primera condemna que va rebre; el 1971 també va ser empresonat encara que es va escapolir temps després, passant per Xile i Cuba). Després d'una llarga lluita (vagues de fam i escrits) va rebre l'indult presidencial d'Eduardo Duhalde el 2003.
En quedar en llibertat, va organitzar algunes agrupacions polítiques, amb poc d'èxit.

### En castellà
- La vida a sangre y fuego. Article al periòdic argentí Página/12 del 23 de setembre de 2006.
- Murió Enrique Gorriarán Merlo. Article al periòdic argentí La Nación del 22 de setembre de 2006.
- Pasó su vida entre la política y las rejas. Article al periòdic argentí La Nación del 22 de setembre de 2006.